# Ariadne indica
Ariadne indica är en fjärilsart som beskrevs av Moore 1884. Ariadne indica ingår i släktet Ariadne och familjen praktfjärilar. Inga underarter finns listade i Catalogue of Life.